# La Calzada (Gijón)
La Calzada es uno de los barrios del distrito Oeste del concejo de Gijón (Principado de Asturias, España).

## Población
Es uno de los barrios más populosos, con 24 886 habitantes según el padrón del año 2018.

## Situación y límites

En la parte superior izquierda, el barrio de la Calzada

Forma parte del distrito V (también llamado distrito oeste), junto con los barrios vecinos de Jove, Tremañes, El Natahoyo y Moreda, llegando a sumar todo el distrito en torno a 50.000 habitantes.
La Calzada tiene una forma rectangular, enclavado entre vías del tren al norte, oeste y sur y con la Avenida del Príncipe de Asturias al este, que lo separa del Natahoyo. El barrio limita al norte con el barrio de El Lauredal, perteneciente a Jove y al sur con el barrio de Tremañes.

## Historia
Toponímicamente el nombre del barrio podría provenir de una calzada romana que unía Lucus Asturum, actual Lugo de Llanera, con el asentamiento de Cimadevilla, el germen romano que dio lugar a la ciudad de Gijón. No obstante, no puede descartarse que el topónimo haga referencia a cualquier otro camino pavimentado.
Históricamente, La Calzada ha sido el barrio obrero por excelencia de la ciudad. En él se concentraron gran parte de los trabajadores de los múltiples astilleros que poseía Gijón, de la siderurgia y de otras industrias que tenían su actividad en el barrio. Esto configuró La Calzada como un barrio especialmente inquieto y reivindicativo, con un profundo sentimiento vecinal.
Se parcelaría a comienzos del siglo XX aunque no sería hasta el desarrollismo cuando ocurra la mayor edificación del mismo. El barrio recibiría a los tranvías de Gijón en 1912.
En los últimos años, y tras la reconversión industrial de los primeros años 1980, el barrio comenzó una nueva fase, convirtiéndose poco a poco en una zona de servicios. Así, la construcción del Centro Comercial de La Calzada en 1996, donde posteriormente se crearon los cines, la rehabilitación de la playa del Arbeyal, hasta entonces rodeada de naves industriales ya que se localiza muy cerca de la entrada al puerto de El Musel, o la mejora de espacios verdes como el parque del Lauredal son una buena muestra de ello, aunque este último pertenece a Jove y ejerce de límite entre ambos barrios.

## Transporte
- Tren: La estación de Calzada de Asturias cuenta con dos servicios diarios de tren regional hacia León, a las 6:55 (L-V) y 13:05 (L-D) y los servicios de cercanías de la línea C-1, que une Gijón con Puente de los Fierros, pasando por Oviedo, tienen una frecuencia entre 30 minutos (L-V) y 1 hora (S-D).
- Autobús: las líneas de Emtusa que comunican el barrio con el resto de Gijón son las líneas 1, 4, 6, 12, 21, 24, 34 y E71, así como por el Búho 1. Existe en la calle Brasil el segundo carril exclusivo para autobuses construido en la ciudad.[5] En cuanto a los servicios interurbanos las líneas existentes son con destino a Avilés, Candás y Luanco.

## Deportes
En el barrio destacan los equipos femeninos del Hostelcur Gijón, el cual tiene en sus vitrinas 5 Copas de Europa, 2 OK Liga Femenina y 3 Copas de la Reina, y el Club Balonmano La Calzada, con 1 Copa de la Reina.
También tiene gran historia en el barrio el Calzada Rugby Club de Gijón, que lleva más de 35 años promoviendo este deporte en toda la ciudad.

## Monumentos y lugares de interés
- Ateneo Obrero de Gijón
- Iglesia de Nuestra Señora de Fátima
- Iglesia de San Melchor de Quirós
- Escultura en homenaje a los niños de la guerra
- Parque de Fernando VI
- Edificio Cristasa (Sede del Centro Municipal de Empresas de Gijón)[6]
- Monumento a la Paz